# 벡터 (기업)
주식회사 벡터(Vector Inc.)는 컴퓨터 소프트웨어의 다운로드와, 패키지 소프트웨어의 라이선스 및 컴퓨터 하드웨어를 판매하는 웹사이트 Vector(벡터)를 운영하는 기업이다.